# Grand Mound, Iowa
Grand Mound là một thành phố thuộc quận Clinton, tiểu bang Iowa, Hoa Kỳ. Năm 2010, dân số của thành phố này là 642 người.

## Dân số
Dân số qua các năm:
- Năm 2000: 676 người.
- Năm 2010: 642 người.